# Inga-Lill Andersson (politiker)
Inga-Lill Margareta Andersson, född 23 oktober 1969 i Karlskoga, är en svensk centerpartistisk lokalpolitiker och kommunalråd i Karlskoga kommun.

## Politisk karriär
Inom Centerpartiet är hon kretsordförande, kommunalråd och politisk företrädare för centern i Karlskoga från den 1 januari 2007 och fortsatt.
Andersson valdes in i kommunfullmäktige 1 november 2006 och har suttit där sedan dess och fortsatt. Hon var ersättare i kommunstyrelsen från 2011 till slutet av 2018. Den 1 januari 2019 till 31 december 2022 var hon förste vice ordförande i kommunstyrelsen. 1 januari 2023 blev hon ledamot i kommunstyrelsen och samtidigt ersättare i kommunstyrelsens arbetsutskott. 2007 till 2010 satt hon i barn- och utbildningsnämnden och 2011 till 2014 var hon ersättare i kultur- och fritidsnämnden. Sedan 2023 är hon ersättare i Karlskoga Kommunhus AB samt ersättare i valnämnden och krisledningsnämnden.